# Чебаевский, Николай Николаевич
Николай Николаевич Чебаевский (27 марта 1917, Елабуга, Татарская АССР — 23 января 1989) — русский советский писатель.

## Биография
Николай Чебаевский родился в семье землеустроителя. В детстве будущего писателя постигло несчастье: местные кулаки, обозлённые на отца, сбросили мальчика с высокого яра на штабель с лесом, и он стал инвалидом.
В 1930 году семья Чебаевских переехала в село Тогул Алтайского края. Коля был лишён возможности ходить в школу, но почти без помощи учителей самостоятельно закончил 10 классов. Получив аттестат зрелости, работал чертёжником в Тогульском райзо, затем художником в районном Доме культуры.
В 1948 году в альманахе «Алтай» были опубликованы первые рассказы Николая Чебаевского, на которые обратил внимание известный писатель А. Л. Коптелов, отметив их выразительность, умелое построение сюжета, богатство языка.
В 1952 году в альманахе «Золотые искорки», выходившем в Новосибирске, была опубликована первая повесть Чебаевского «Юные хозяева». В том же году в Алтайском книжном издательстве вышла в свет первая книга «Полный вперёд!»
Два года спустя новую повесть писателя «Клад-озеро» опубликовало московское издательство «Советская Россия». Печатался в журналах «Смена», «Сельская молодёжь», «Мурзилка», «Пионер», в коллективных сборниках издательств «Советский писатель» и «Детгиз».
В 1966 году в Алтайском книжном издательстве вышел роман Николая Чебаевского «Если любишь…». Этот роман выдержал пять изданий.
Популярна среди читателей была и повесть «Страшная Мария».
Все эти и другие произведения одарённый прозаик создавал, будучи тяжело больным.

## Звания и награды
Н. Н. Чебаевский награждён медалями
- «За освоение целинных земель»
- «За доблестный труд. В ознаменование 100-летия со дня рождения В. И. Ленина»

## Память
С 2006 года в Тогульском районе проводятся чтения памяти Н. Н. Чебаевского.
Член Союза писателей России с 1958 г.